# Баканжа, Исидор
Исидор Баканжа (фр. Isidore Bakanja; 1887, Бокендела, Свободное государство Конго — 15 августа 1909, Бусира, Бельгийское Конго) — блаженный Римско-католической церкви, мученик, был убит плантатором-бельгийцем за отказ снять Святой Скапулярий кармелитов.

## Биография
Исидор Баканжа родился между 1880 и 1890 годами (условно принято считать 1887 год) в Бокендела в Конго (ныне Демократическая Республика Конго) в семье язычников из племени банги. С детства трудился каменщиком в Мбандака и батрачил на плантациях колонизаторов. Он принял христианство 6 мая 1906 года в миссии Болока ва Нсимба. Его окрестили миссионеры, священники-трапписты Грегуар ван Дуэн и Робер Брепоэль. 25 ноября 1906 года Исидор Баканжа получил конфирмацию, а 8 августа 1907 года он был допущен до первого причастия.
Исидор Баканжа был благочестивым христианином. Особенно сильно он почитал Богоматерь и носил Святой Скапулярий Пресвятой Девы Марии с Горы Кармил. Усвоив евангельские истины, молодой африканец делился радостью своего обращения с соплеменниками, чем вызывал неудовольствие у работодателей-плантаторов. В христианизации и евангелизации местного африканского населения колонизаторы видели угрозу собственной власти.
В то время он работал на каучуковых плантациях некоего колониста-бельгийца в Икили. Плантатор был антирелигиозным человеком и запрещал своим чернокожим работникам проявлять знаки своей веры, особенно христианства.
22 апреля 1909 года плантатор, увидев на Исидоре Баканжа Святой Скапулярий, который тот носил как знак своей христианской веры, приказал ему снять его. Он отказался подчиниться этому требованию. Тогда плантатор велел приковать его и жестоко истязал молодого африканца.
Только через три дня работники-африканцы смогли тайно освободить его. Он бежал и скрывался в болотах, пока его измождённого, с многочисленными ранениями не обнаружили колонисты-немцы. Они помогли ему. Страдая от полученных ран в течение нескольких месяцев, Исидор Баканжа скончался 15 августа того же года, простив своих убийц.

«Я умираю за то, что я христианин».
Исидор Баканжа.

## Почитание
Исидор Баканжа был причислен к лику блаженных Папой Иоанном Павлом II 24 апреля 1994 года.
Литургическая память ему отмечается 15 августа; отдельно в ордене кармелитов — 12 августа.